# Grønlands Idrætsforbund
Grønlands Idrætsforbund (grønlandsk: Kalaallit Nunaanni Timersoqatigiit Kattuffiat, GIF) er en samlende organisation for sport på foreningsniveau i Grønland.
De følgende organisationer er medlem af GIF:
- Grønlands Badminton Forbund
- Grønlands Boldspil-Union (GBU)
- Grønlands Håndbold Forbund
- Grønlands Kajak Forbund
- Grønlands Ski Forbund
- Grømlands Taekwondo Forbund
- Grønlands Bordtennis Union
- Grønlands Volleyball Forbund